# Enlil
Enlil ou Elil era o deus sumério do ar, das tempestades e outras manifestações naturais ligadas à atmosfera (raio e o trovão). Era, acima de tudo, considerado o conector entre o Céu e a Terra, sendo o responsável pelo distanciamento entre os mesmos. Era também o senhor dos ventos e do ar. Segundo os mitos, assim que nasceu, se colocou entre seu pai Anu (céu) e sua mãe Antu/Qui (terra), distanciando-os para sempre. Tal evento provocou um coito interrompido e uma má gestação que ocasionou no nascimento de deuses híbridos, os Utucu.

## Mitologia
Os mitos principais de Enlil, estão relacionados com suas disputas com os meio-irmãos Enqui e Eresquigal, o casamento com Ninlil. Quando Enlil ainda era um deus jovem, se apaixonou por Ninlil, mas violentou-a antes do casamento. Ninlil, foi até a presença dos grandes Anunáqui e pediu justiça. Os 12 grandes deuses decidiram pela morte de Enlil, então ele foi expulso de Dilmum (a casa dos deuses), para habitar com Eresquigal em Curnuguia (que signfica "A Terra do Não-Retorno".
Porém Ninlil o amava e decidiu segui-lo até ao submundo. A chegar diante dos três primeiros portões do reino de Eresquigal, encontrou com seus guardiões, que na verdade eram disfarces de Enlil. Sob esses disfarces, Enlil convenceu Ninlil de que só poderia passar se lhe cedesse favores amorosos. Ninlil logo percebeu quem era e assim o fez, sendo fecundada e gerando Enbilulu, Ninazu, Nergal e Nana.
Durante o período em que esteve nos domínios de Eresquigal, teve de se submeter a ela para retornar ao reino dos vivos e assim gerou com ela Nantar, o vizir da rainha infernal.

## Etimologia
A tradução do seu nome em sumério dá precisamente "Senhor do Vento" ("En" = Senhor, Lorde; "lil" = Vento, Ar); uma interpretação "por sentido" do nome seria "Senhor do Comando".

## Local de Culto

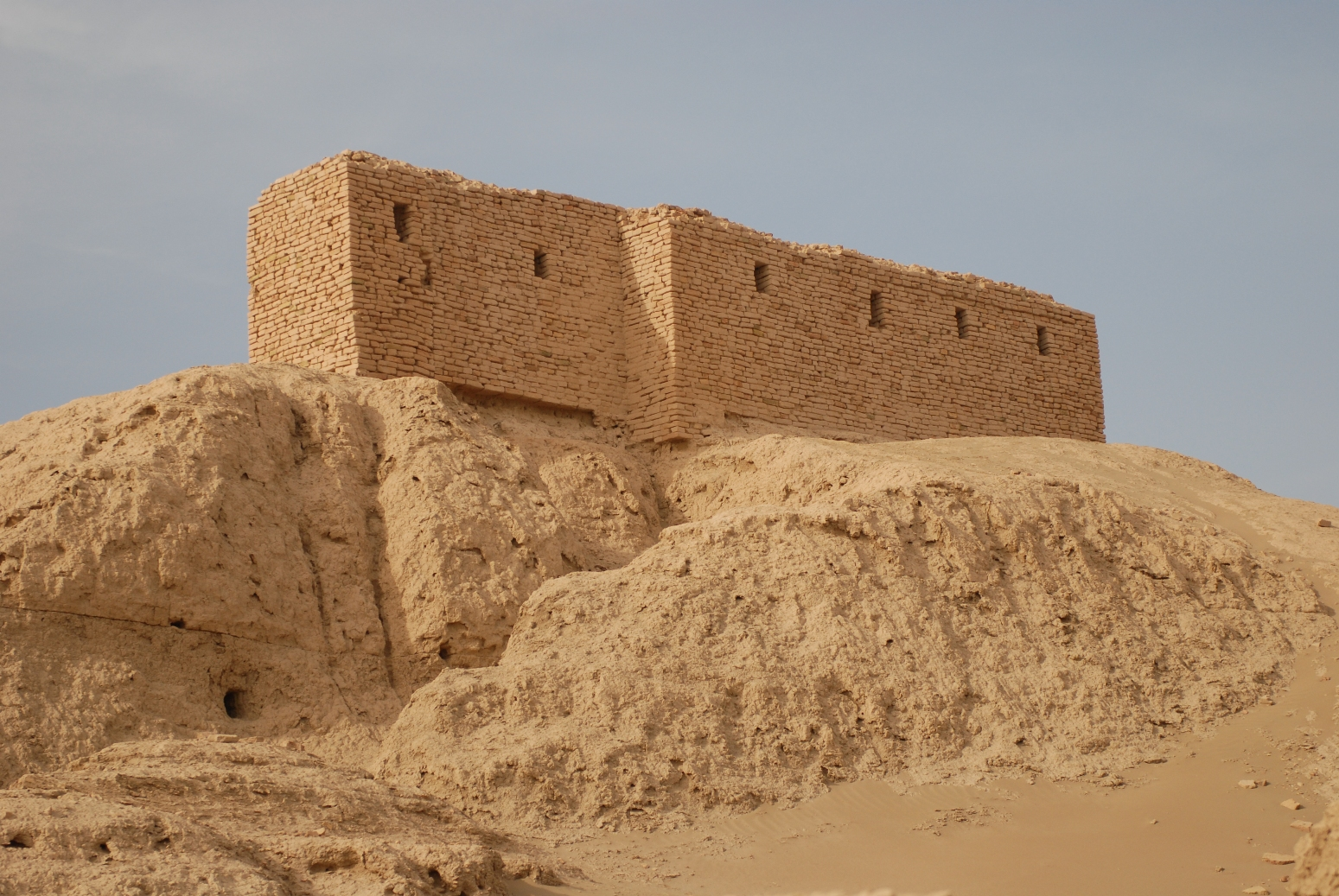
Templo antigo de Ecur em ruínas nos dias atuais.

Era particularmente venerado na cidade de Nipur; no entanto, embora esta fosse a cidade especialmente consagrada ao seu culto (acreditando-se que era no templo dessa cidade que o deus vivia), esta era uma divindade que tinha um carácter nacional em toda a Suméria.
De resto, durante um período anterior a 3 000 a.C., Nipur tornou-se um centro político muito importante. Inscrições encontradas neste lugar nas escavações realizadas entre 1888 e 1900 por Messrs Peters e Haynes, sobre a tutela da Universidade da Pensilvânia, mostraram que Enlil era o líder de um extenso e populoso panteão de deuses e deusas.
Estas inscrições encontradas referem-se a ele como Rei das Terras, Rei dos Céus e da Terra ou Pai dos Deuses; este último título, de resto, era também atribuído, henoteisticamente, a Enqui, deus que, em dada altura da história suméria, acabado por ser suplantado, em termos de culto, por Enlil.

### O Templo

Planta do templo Ecur em Nipur.

O seu templo ou "pavilhão" em Nipur tinha o nome de Ecur ("E" = casa e "cur" = montanha, ou seja, "a casa como uma montanha"). Esta palavra continuou a ser usada por outras civilizações posteriores para designar templo em geral. Existe inclusivamente quem queira associar este templo a um Zigurate, que eram pirâmides com uma escadaria lateral, uma vez que esta sugere uma construção enorme semelhante a uma montanha.

## O deus do comando
Enlil fazia parte dos Anunáqui (an.un.na.ki – "Aqueles que do céu à terra vieram"). Ele era filho do deus Am (céu) e da deusa Qui (terra). A terra estava sob o comando de Enqui, que teria sido o primeiro da família dos Anunáqui a chegar a este lugar.

## Paralelismo de acordo com Sitchin
Segundo Zecharia Sitchin, pesquisador e tradutor das antigas tábuas sumérias e escritor da famosa série Crônicas da Terra (acerca da mitologia, história e deuses sumérios), todos os deuses da antiguidade mesmo de diferentes povos são os mesmos deuses registrados nas escrituras sumérias.

### Paralelismo entre a Serpente e Enqui
Em seu livro "Os Reinos Perdidos", Zecharia Sitchin enfoca que os povos de todos esses lugares e suas lendas dão continuidade à mesma história. Ele demonstra que a principal divindade da Mesoamérica, Quetzalcoatle ("a serpente alada") era o deus egípcio Tote, que era o deus sumério Ninguiszida, explicando também a semelhança das pirâmides e a aparição dos olmecas - um povo de descendência africana que inexplicavelmente veio para o México em cerca de 3 100 a.C. e trouxeram a Mãe Civilização aos nativos.
Ainda de acordo com Sitchin, o mesmo ocorre com outras divindades da Antiguidade:
— Com relação a registros escritos do Oriente Próximo antigo eu sinto uma grande certeza, uma vez que posso ler as tábulas eu mesmo e consigo ler o Antigo Testamento em hebraico. Sei o que dizem e aceito o que dizem como informação factual.
Quando se estudam as "mitologias" de toda parte, parece haver panteões diferentes com muitos deuses diferentes. Mas quando se constata que os nomes diferentes têm o mesmo significado nas diferentes línguas, percebe-se que todos estão falando sobre os Anunáqui dos sumérios. Assim, o pai de Quetzacoálte /Tote/Ningiszida era Enqui, a quem os egípcios chamavam Ptá. Ele era também o pai do deus egípcio Rá, conhecido por outros como Marduque.